# Alexis Ponnet
Alexis Ponnet (né le 9 mars 1939 à Bruxelles) est un arbitre belge de football. Il est aujourd'hui membre des comités d'arbitrages de la FIFA et de l'UEFA.

## Carrière
Il a officié dans des compétitions majeures : 
- Coupe UEFA 1979-1980 (finale retour)
- Supercoupe de l'UEFA 1980 (finale aller)
- Coupe du monde de football de 1982 (2 matchs)
- Supercoupe de l'UEFA 1982 (finale retour)
- Euro 1984 (1 match)
- Coupe UEFA 1984-1985 (finale retour)
- Coupe du monde de football de 1986 (1 match)
- Coupe des clubs champions européens 1986-1987 (finale)
- Euro 1988 (1 match)